# Kanton Cognac-Sud
Der Kanton Cognac-Sud war bis 2015 ein französischer Wahlkreis im Département Charente und in der damaligen Region Poitou-Charentes. Er umfasste acht Gemeinden im Arrondissement Cognac; sein Hauptort (frz.: chef-lieu) war Cognac. Die landesweiten Änderungen in der Zusammensetzung der Kantone brachten im März 2015 seine Auflösung.
Der Kanton Cognac-Sud hatte 18.531 Einwohner (Stand: 2012).

## Gemeinden
| Gemeinde                | Einwohner Jahr | Fläche km² | Bevölkerungsdichte | Code INSEE | Postleitzahl |
| ----------------------- | -------------- | ---------- | ------------------ | ---------- | ------------ |
| Ars                     | 735 (2013)     | –          | – Einw./km²        | 16018      | 16130        |
| Châteaubernard          | 3.605 (2013)   | –          | – Einw./km²        | 16089      | 16100        |
| Cognac                  | 18.705 (2013)  | –          | – Einw./km²        | 16102      | 16100        |
| Gimeux                  | 719 (2013)     | –          | – Einw./km²        | 16152      | 16130        |
| Javrezac                | 605 (2013)     | –          | – Einw./km²        | 16169      | 16100        |
| Louzac-Saint-André      | 1.031 (2013)   | –          | – Einw./km²        | 16193      | 16100        |
| Merpins                 | 1.034 (2013)   | –          | – Einw./km²        | 16217      | 16100        |
| Saint-Laurent-de-Cognac | 866 (2013)     | –          | – Einw./km²        | 16330      | 16100        |

Von der Stadt Cognac lag nur der südliche Teil im Kanton. Die Bevölkerungszahl steht für die ganze Stadt Cognac.